# استاروبیکتیمیروو
استاروبیکتیمیروو (انگلیسی: Starobiktimirovo) یک شهرک در شهرستان بیرسکی باشقیرستان کشور روسیه است.